# Fray Marcos
Fray Marcos è un comune dell'Uruguay, situato nel Dipartimento di Florida.